# Géométrie complexe
La géométrie complexe est un pan entier de la géométrie, intéressé dans l'étude des ouverts de l'espace vectoriel complexe Cn, et par extension des variétés holomorphes.